# Georg Curtius

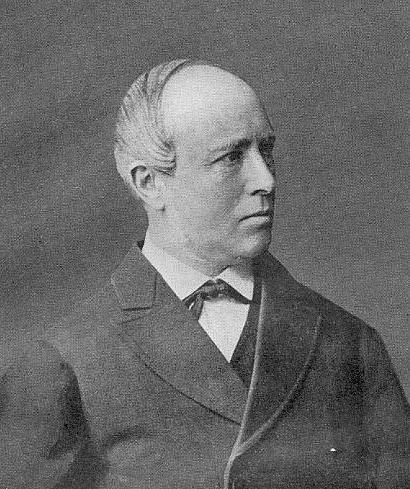
Georg Curtius.

Georg Curtius, född 16 april 1820 i Lübeck, död 12 augusti 1885 i Hermsdorf vid Warmbrunn (idag en stadsdel i Jelenia Góra), var en tysk språkforskare. Han var bror till Ernst Curtius. 
Curtius blev, sedan han utgivit sin avhandling De nominum graecorum formatione, 1842 filosofie doktor i Berlin och innehade därefter lärarplatser i Dresden, Berlin, Prag, Kiel och slutligen Leipzig, där han från 1862 var professor i klassisk filologi. 
Det var den jämförande språkforskningen och den klassiska filologin som Curtius ägnade sina forskningar, vilka i mer än ett avseende blev epokgörande. Hans huvudsyfte var att åstadkomma en förening mellan dessa båda vetenskapsgrenar, varigenom den jämförande språkforskningens resultat skulle komma filologin till godo. Sina åsikter i denna fråga framställde han i Die Sprachvergleichung in ihrem Verhältniss zur classischen Philologie (1845; andra upplagan 1848) samt i Philologie und Sprachwissenschaft (1862), och han tillämpade dem på ett lysande sätt i sina huvudarbeten: Grundzüge der griechischen Etymologie (1858-1862; femte upplagan 1879) och Das Verbum der griechischen Sprache (1873-76; andra upplagan 1877-80), genom vilka han lade en ny och fast grundval för den grekiska grammatiken och lexikografin. Genom sin efter samma principer utarbetade Griechische Schulgrammatik (1852; 24:e upplagan 1903, utgiven av Bernhard Gerth), till vilken ansluter sig Erläuterungen zu meiner griechischen Schulgrammatik (tredje upplagan 1875), omskapade han det grekiska språkstudiet vid elementarläroverken. 
I det lilla, men för sin tid viktiga arbetet Zur Chronologie der indogermanischen Sprachforschung (1867; andra upplagan 1873) sökte han bestämma den relativa åldern av de indoeuropeiska språkens äldsta grammatiska bildningar. Uppsatsen "Die Spaltung des A-lautes" (i Berichte der kön. Sächs. Gesellschaft der Wiss. för 1864) har varit av stor betydelse för utredningen av sistnämnda språks vokalsystem. Vidare är att märka Die Bildung der Tempora und Modi C, sprachvergleichend dargestellt (1846) samt de 1868-1878 i 10 band utgivna Studien zur griechischen und lateinischen Grammatik, innehållande bidrag dels av honom själv, dels av hans vänner och lärjungar. 
År 1878 grundade Curtius (tillsammans med Ludwig Lange, Otto Ribbeck och Hermann Lipsius) Leipziger Studien zur classischen Philologie. För övrigt utövade han även genom det av honom bildade och ledda "Grammatische Gesellschaft" i Leipzig ett synnerligen stort inflytande på språkstudierna därstädes och skapade omkring sig en hel skola av lärjungar.